# Patsy Ruth Miller
Patsy Ruth Miller (17 januari 1904 – 16 juli 1995) was een Amerikaanse actrice ten tijde van de stomme film.

## Levensloop en carrière
Miller begon haar filmcarrière in Camille met Rudolph Valentino. In 1922 werd ze verkozen tot een van de WAMPAS Baby Stars. Haar grootste rol speelde ze in 1923 in The Hunchback of Notre Dame naast Lon Chaney sr. Andere bekende films waarin ze speelde waren: So This Is Paris (1926) en The Aviator (1929) naast Edward Everett Horton. Na 1931 verscheen ze niet meer in films op een cameo na in de film Quebec (1951) en een kleine rol in Mother in 1978.
Miller overleed in 1995 op 91-jarige leeftijd.
- Bibsys: 90856079
- Biblioteca Nacional de España: XX1556355
- Bibliothèque nationale de France: cb14207047d (data)
- Catàleg d'autoritats de noms i títols de Catalunya: 981058616087906706
- Gemeinsame Normdatei: 1017766495
- International Standard Name Identifier: 0000 0000 5515 4585
- Library of Congress Control Number: n88043029
- Nationale Bibliotheek van Israël: 987012194174505171
- Nederlandse Thesaurus van Auteursnamen: 073782807
- SNAC: w6mk6h2n
- Système universitaire de documentation: 098795570
- Virtual International Authority File: 2681897
- WorldCat: E39PBJj8XM9jrgxwkK76r886Kd